# Rahul
Rahul (Hindi: राहुल; Bengalisch: রাহূল; auch: Rahula) ist ein populärer, männlicher, indischer Name mit einer Vielzahl an Bedeutungen.

## Herkunft und Bedeutung
In seiner ursprünglichen, frühesten Form bedeutete es „Bezwinger allen Elends“. Die spätere Bedeutung des Namens geht auf den historischen Buddha, Siddhartha Gautama, zurück, der seinen Sohn Rahula nannte und dem Namen die Bedeutung „Mond“ und „der Fähige, der Effiziente“ gab.

## Namensträger
- Rahul Bose, indischer Schauspieler
- Rahul Gandhi, indischer Politiker und Sohn von Rajiv und Sonia Gandhi
- Rahul Kohli, britischer Schauspieler

## Familienname
- KL Rahul (* 1992), indischer Cricketspieler